# Ковачевич, Аднан
Аднан Ковачевич (босн. Adnan Kovačević; родился 9 сентября 1993 года, Котор-Варош, Босния и Герцеговина) — боснийский футболист, защитник клуба «Ракув» и сборной Боснии и Герцеговины.

## Клубная карьера
Ковачевич — воспитанник клуба «Травник». 19 мая 2011 года в матче против «Борац» он дебютировал в чемпионате Боснии и Герцеговины. 28 мая в поединке против «Олимпик Сараево» Аднан забил свой первый гол за «Травник». Летом 2013 года Ковачевич перешёл в «Сараево», подписав контракт на два года. 31 августа в матче против «Олимпик Сараево» он дебютировал за новую команду. 26 апреля 2014 года в поединке против «Витеза» Аднан забил свой первый гол за «Сараево». В том же году он помог клубу завоевал Кубок Боснии и Герцеговины, а в 2015 году стал чемпионом страны.
Летом 2017 года Ковачевич перешёл в польскую «Корону», подписав контракт на 3 года. 17 июля в матче против «Заглембе» он дебютировал в польской Экстраклассе. 8 декабря 2018 года в поединке против плоцкой «Вислы» Аднан забил свой первый гол за «Корону». Летом 2019 года он был выбран капитаном команды.

## Международная карьера
12 октября 2019 года в отборочном матче чемпионата Европы 2020 против сборной Финляндии Ковачевич дебютировал за сборную Боснии и Герцеговины.

## Достижения
Клубные
 «Сараево»
- Победитель чемпионата Боснии и Герцеговины — 2014/2015
- Обладатель Кубка Боснии и Герцеговины — 2013/2014